# 小塩豪紀
小塩 豪紀（こしお ごうき、1991年9月18日 - ）は、愛知県知多郡東浦町出身のハンドボール選手。日本ハンドボールリーグの豊田合成ブルーファルコン所属。

## 経歴
2014年1月に日本ハンドボールリーグの豊田合成ブルーファルコンへ加入。
2014-15年シーズンはリーグ2位の101得点を記録し、最優秀新人賞を獲得した。
2015-16年シーズンはフィールド得点賞（116点）を獲得し、総得点は前年を上回る120得点を記録したが、2年連続で棚原良（琉球コラソン）に敗れ2位となった。
2017-18年シーズンはリーグ10位となる98得点を記録。
2018-19年シーズンから主将に就任。

## 詳細情報

### 年度別成績
| 年       | チーム   | 試合 | フィールド 得点 | 率   | 7m    | 合計    | 警告 | 退場 | 失格 |
| -------- | -------- | ---- | --------------- | ---- | ----- | ------- | ---- | ---- | ---- |
| 2013-14  | 豊田合成 | 1    | 0/3             | .000 | 1/1   | 1/3     | 0    | 0    | 0    |
| 2014-15  | 豊田合成 | 16   | 96/193          | .497 | 5/9   | 101/202 | 4    | 2    | 0    |
| 2015-16  | 豊田合成 | 16   | 116/211         | .550 | 4/5   | 120/216 | 2    | 7    | 0    |
| 2016-17  | 豊田合成 | 16   | 78/148          | .527 | 2/2   | 80/150  | 7    | 3    | 0    |
| 2017-18  | 豊田合成 | 24   | 89/157          | .567 | 9/12  | 98/169  | 5    | 8    | 1    |
| 2018-19  | 豊田合成 | 18   | 89/155          | .574 | 5/7   | 94/162  | 4    | 1    | 0    |
| JHL：6年 | JHL：6年 | 91   | 468/867         | .540 | 26/36 | 494/903 | 22   | 21   | 1    |

- 各年度の太字はリーグ最高

### JHLプレーオフ
| 年      | チーム   | 試合                       | フィールド 得点 | 率    | 7m  | 合計 | 警告 | 退場 | 失格 |
| ------- | -------- | -------------------------- | --------------- | ----- | --- | ---- | ---- | ---- | ---- |
| 2017-18 | 豊田合成 | 大同特殊鋼戦 (1stステージ) | 4/6             | .667  | 0/0 | 4/6  | 0    | 0    | 0    |
| 2018-19 | 豊田合成 | トヨタ車体戦 (2ndステージ) | 1/1             | 1.000 | 1/2 | 2/3  | 0    | 2    | 0    |

### タイトル・表彰

#### 日本ハンドボールリーグ
- 最優秀新人賞 (2014年)
- フィールド得点賞：1回 (2015年)

### 記録

#### 日本ハンドボールリーグ
- 7mスロー初得点：2014年2月22日、対北陸電力戦（北陸電力福井体育館フレア）[8]
- フィールドゴール初得点：2014年10月25日、対大同特殊鋼戦（東海市民体育館）[9]
- 50試合連続得点：2017年8月26日、対北陸電力戦（豊田合成 健康管理センター）[10]
- 通算400得点：2018年3月10日、対琉球コラソン戦（豊田合成アリーナ）[10]

### 背番号
- 21 (2014年 - )